# ماريان بينز
ماريان بينز (بالإنجليزية: Mariann Bienz)‏ (21 ديسمبر 1953 في فينترتور، سويسرا - )؛ هي عالمة أحياء جزيئي سويسرية-بريطانية، تعمل في مختبر البيولوجيا الجزيئية مجلس البحوث الطبية في المملكة المتحدة، وكانت عضوًا في كبار الموظفين العلميين منذ عام 1991، وكانت قائدًا لمجموعة كيمياء البروتين والأحماض النووية منذ عام 2008.

## التعليم
تلقت تعليمها في جامعة زيورخ كما درست هناك علم الحيوان والبيولوجيا الجزيئية وحصلت على درجة الدكتوراه في عام 1981.

## المسار الوظيفي والبحث
أجرت ماريان بينز لاحقًا بحث ما بعد الدكتوراه في مختبر البيولوجيا الجزيئية وعادت في عام 1986 إلى جامعة زيورخ كأستاذ مساعد، ثم غي عام 1990 عمِلت كأستاذ مشارك أيضًا كأستاذ مساعد عضو في منظمة البيولوجيا الجزيئية الأوروبية في عام 1989.

## الجوائز والتكريمات
- انتخبت كعضو في منظمة البيولوجيا الجزيئية الأوروبية عام 1989.[7]
- انتخبت كزميل الجمعية الملكية عام 2003.[8]